# Färöischer Fußballpokal der Frauen 2025
Der Färöische Fußballpokal der Frauen 2025 findet zwischen dem 21. Mai und 27. September 2025 statt und wird zum 36. Mal ausgespielt. Das Endspiel wird im Tórsvøllur-Stadion in Tórshavn auf Kunstrasen ausgetragen.
Titelverteidiger NSÍ Runavík schied im Viertelfinale aus.

## Teilnehmer
Teilnahmeberechtigt waren folgende neun A-Mannschaften der ersten und zweiten Liga:
| Betrideildin                                                                                                | 1. Deild     |
| 1207 Vestur 12B36 Tórshavn 12FC Hoyvík 12HB Tórshavn 12KÍ Klaksvík 12NSÍ Runavík 12Skála ÍF 12Víkingur Gøta | 12FC Suðuroy |

## Modus
Der Zweitligist spielte mit einem ausgelosten Erstligisten den letzten Teilnehmer aus. Alle Runden wurden im K.-o.-System ausgetragen.

## 1. Runde
Die Partie der 1. Runde fand am 21. Mai statt.
|             | Ergebnis |            |
| ----------- | -------- | ---------- |
| HB Tórshavn | w/o 1    | FC Suðuroy |

## Viertelfinale
Die Viertelfinalpartien fanden am 18. Juni statt.
|               | Ergebnis              |              |
| ------------- | --------------------- | ------------ |
| KÍ Klaksvík   | 9:0 (3:0)             | FC Hoyvík    |
| NSÍ Runavík   | 0:0 n. V. (0:3 i. E.) | HB Tórshavn  |
| Skála ÍF      | 6:2 (4:2)             | 07 Vestur    |
| Víkingur Gøta | 3:0 (2:0)             | B36 Tórshavn |

## Halbfinale
Die Hinspiele im Halbfinale finden am 3. September statt, die Rückspiele am 14. September.
|               | Gesamt |             | Hinspiel  | Rückspiel |
| ------------- | ------ | ----------- | --------- | --------- |
| Skála ÍF      | -:-    | KÍ Klaksvík | -:- (-:-) | -:- (-:-) |
| Víkingur Gøta | -:-    | HB Tórshavn | -:- (-:-) | -:- (-:-) |

## Finale
Das Finale findet am 27. September statt.

## Torschützenliste
Bei gleicher Anzahl von Treffern sind die Spielerinnen nach dem Nachnamen alphabetisch geordnet.
| Platz | Spieler              | Verein      | Tore |
| ----- | -------------------- | ----------- | ---- |
| 1     | Sara Benjaminsen     | Skála ÍF    | 03   |
| 1     | Anna Katrina Poulsen | Skála ÍF    | 03   |
| 3     | Ranja Joensen        | KÍ Klaksvík | 02   |
| 3     | Maria Johansen       | KÍ Klaksvík | 02   |
| 3     | Karla Sjóstein       | KÍ Klaksvík | 02   |